# Mesoleius clypeator
Mesoleius clypeator är en stekelart som beskrevs av Dmitriy R. Kasparyan 2000. Mesoleius clypeator ingår i släktet Mesoleius och familjen brokparasitsteklar. Inga underarter finns listade i Catalogue of Life.